# Hyakutakes komet
Hyakutakes komet är en komet som passerade nära jorden 1996. Den passerar jorden vart 110 000 år och upptäcktes av Yuji Hyakutake, en japansk amatörastronom den 30 januari 1996.